# کونجی
کونجی (به صربی: Kondželj) یک منطقهٔ مسکونی در صربستان است که در پروکوپلیه واقع شده‌است. کونجی ۱۸۰ نفر جمعیت دارد.